# Alfred Roome
Alfred Wallace Roome (* 22. Dezember 1908 in London, Vereinigtes Königreich; † 19. November 1997 in Gerrards Cross, Vereinigtes Königreich) war ein britischer Filmeditor, der auch zweimal als Filmregisseur in Erscheinung trat.

## Leben und Wirken
Roomes Vater war in leitender Position beim Daily Mirror tätig und zeigte sich wenig begeistert, als Sohn Alfred ihm eröffnete, ins Filmgeschäft gehen zu wollen. Roome junior begann 1927 in der Requisitenabteilung der Elstree Studios und lernte die Branche von der Pike auf kennen. Der Regisseur und Produzent Herbert Wilcox erfüllte im darauf folgenden Jahr Roomes Wunsch, Editor zu werden, und holte ihn als Assistent in die Schnittabteilung. Ein weiteres Jahr später stand Roome als Assistent bei Alfred Hitchcocks erstem Tonfilm Erpressung hinter der Kamera. Im selben Jahr lernte Alfred Roome die Schauspielerin Janice Adair (1905–1996) kennen, mit der er bis zu ihrem Tod 1996 verheiratet war. Seit 1933 arbeitete Alfred Roome regelmäßig in den Schnittabteilungen britischer Produktionsfirmen, beginnend mit Gaumont British. 
Seine frühen Arbeiten war billig hergestellte Lustspiele; bei teureren Produktionen wie Eine Dame verschwindet, Kipps und The Young Mr. Pitt blieb er dem erfahreneren Berufskollegen R. E. Dearing unterstellt. Zeitgleich, während des Zweiten Weltkriegs, war er für das britische Informationsministerium tätig und schnitt kurze Propagandadokumentationen. 1944 kehrte Roome zum Kinofilm zurück und arbeitete zunächst für die Gainsborough Studios. 1948 wurde Roome von Gainsborough zweimal auch Regisseur (die Komödie “It’s Not Cricket” und der Krimi “My Brother’s Keeper”) sowie als Produzent und Produktionsleiter beschäftigt. Nachdem diese Arbeiten nur wenig Resonanz erfuhren, konzentrierte sich Alfred Roome mit Beginn der 1950er Jahre wieder ganz auf die Filmmontage. Im folgenden Vierteljahrhundert montierte er vor allem Inszenierungen Ken Annakins in den 1950er sowie in den 1960er und 1970er Jahren die Lustspiele der Gebrüder Ralph und Gerald Thomas. Für den Letztgenannten montierte er von 1967 bis 1975 sämtliche Arbeiten der Carry-On-Filmreihe. Anschließend ging Roome in den Ruhestand.

## Filmografie
- 1932: Thark
- 1934: Dirty Work
- 1935: Foreign Affaires
- 1935: Stormy Weather
- 1936: Pot Luck
- 1936: Der Mann, der sein Gehirn austauschte (The Man Who Changed His Mind)
- 1937: Otto, zieh die Bremse an! (Oh, Mr Porter!)
- 1937: Said O’Reilly to McNab
- 1938: Alf's Button Afloat
- 1938: Shipyard Sally
- 1939: Where’s That Fire?
- 1940: Channel Incident (Kurzdokumentarfilm)
- 1941: A Letter From Home (Kurzfilm)
- 1941: Rush Hour (Kurzfilm)
- 1945: Waterloo Road
- 1945: Musikpiraten (I'll Be Your Sweetheart)
- 1946: Paganini (The Magic Bow)
- 1947: Piratenliebe (The Man Within)
- 1947: Viel Vergnügen (Holiday Camp)
- 1948: My Brother’s Keeper (Regie)
- 1948: It’s Not Cricket (Regie)
- 1949: A Boy, a Girl and a Bike (Co-Produktion)
- 1950: So ist das Leben (Trio)
- 1950: Lebensgefährlich (Highly Dangerous)
- 1951: Hotel Sahara
- 1951: Dakapo (Encore)
- 1951: Die Schmugglerprinzessin (Penny Princess)
- 1952: Weiße Frau im Dschungel (The Planter's Wife)
- 1953: Endstation Harem (You Know What Sailors Are)
- 1954: Das Millionenbaby (To Dorothy a Son)
- 1955: The Woman for Joe
- 1956: Das schwarze Zelt (The Black Tent)
- 1956: Da hast du noch mal Schwein gehabt (The Big Money)
- 1957: Brücke der Vergeltung (Across the Bridge)
- 1957: Zwei Städte (A Tale of Two Cities)
- 1958: Velaba ruft! (Nor the Moon by Night)
- 1959: Treppauf – treppab (Upstairs and Downstairs)
- 1959: Die 39 Stufen (The 39 Steps)
- 1959: Verschwörung der Herzen (Conspiracy of the Hearts)
- 1960: Dreimal Liebe täglich (Doctor in Love)
- 1960: Und morgen alles (No Love for Johnnie)
- 1961: Das letzte Wort hat sie (A Pair of Briefs)
- 1962: Polizeispitzel X 2 (The Informers)
- 1963: Doktor in Nöten (Doctor in Distress)
- 1963: Manche mögen's geheim (Hot enough for June)
- 1964: Freiwild unter heißer Sonne (The High Bright Sun)
- 1966: Hilfe, sie liebt mich nicht! (Doctor in Clover)
- 1966: Heiße Katzen (Deadlier than the Male)
- 1967: Ist ja irre – In der Wüste fließt kein Wasser (Follow That Camel)
- 1967: Das total verrückte Krankenhaus (Carry On Doctor)
- 1968: Alles unter Kontrolle – keiner blickt durch (Carry On… Up the Khyber)
- 1969: Das total verrückte Campingparadies (Carry On Camping)
- 1969: Das total verrückte Irrenhaus (Carry On Again Doctor)
- 1970: Die total verrückte Königin der Amazonen (Carry On Up the Jungle)
- 1970: Liebe, Liebe, usw. (Carry On Loving)
- 1971: Heinrichs Bettgeschichten oder Wie der Knoblauch nach England kam (Carry On Henry)
- 1971: Ein Streik kommt selten allein (Carry On At your Convenience)
- 1972: Schütze dieses Haus (Bless This House)
- 1972: Die total verrückte Oberschwester (Carry On Matron)
- 1972: Ein total verrückter Urlaub (Carry On Abroad)
- 1973: Mißwahl auf englisch (Carry On Girls)
- 1974: Mach’ weiter, Dick! (Carry On Dick)
- 1975: Der total verrückte Mumienschreck (Carry On Behind)